# Mopsechiniscus schusteri
Mopsechiniscus schusteri är en djurart som tillhör fylumet trögkrypare, och som beskrevs av Hieronymus Dastych 1999. Mopsechiniscus schusteri ingår i släktet Mopsechiniscus och familjen Echiniscidae. Inga underarter finns listade i Catalogue of Life.